# Awful
«Awful» es el duodécimo sencillo, y tercer EP de la banda estadounidense de rock alternativo Hole. Pertenece al álbum Celebrity Skin. Lanzado en abril de 1999 por Geffen Records en un solo CD, la letra de la canción explora cómo los medios de comunicación modernos y la cultura popular corrompen a las jóvenes y cómo deben rebelarse contra esto.

## Video musical
El video musical de "Awful" fue dirigido por Jeff Richter y los clips de las características de diversos espectáculos en vivo durante el año 1999 tours de la banda. La mayoría de las imágenes es de la banda de la actuación del australiano en el recinto ferial Real el 23 de enero de 1999 para el festival Big Day Out y características de la versión del álbum sincronizado durante la presentación en vivo. Otros incluyen clips de banda en el desempeño de la Cow Palace en marzo de 1999 entre bastidores filmado por Melissa Auf der Maur.
- Datos: Q3325266